# Новая Барша
Новая Барша (кайт. Йенги Баршша, дарг. Сагаси Барша) — село в Кайтагском районе Республики Дагестан. Входит в состав муниципального образования сельское поселение «сельсовет Янгикентский».

## География
Расположено в 7 км к северу от районного центра — села Маджалис, напротив села Тумеллер.

## История
Село было образовано на основе решения обкома КПСС и постановления Совета министров ДАССР в сентябре 1964 года, о переселении жителей отдалённых сёл на равнины. Селение Барша входило в состав Киркинского сельского совета Кайтагского района. Земельные угодья находились в распоряжении колхоза имени Ворошилова. За сеном и дровами жители ходили далеко на территории заброшенных селений Ургага и Бартуга, жителей которых выселили на территорию Чечено-Ингушской АССР в годы Великой Отечественной войны. Находясь в таком положении, жители села неоднократно обращались в обком КПСС и Совет Министров ДАССР о переселении жителей на равнинные земли. Районный исполком поддержал обращение жителей села Барша и рекомендовал переселить жителей в лесосадоводческий колхоз «Янгикентский», в лесную зону, которую вскоре раскорчевали.
Первый поток переселили 28 сентября 1964 года. Для этого был выделен автотранспорт. Разместили переселенцев в совхозные дома. В том же году открыли начальную школу, детсад, фельдшерский пункт. Всем переселенцам выделили земельные участки 0,15 га. Государство выделило ссуду в размере 1500 р. Трудоспособное население, не имевшее специального образования, работало на виноградных плантациях.
В 1976 году открыли новую школу. В настоящее время село газифицировано и оснащено водопроводом.

## Население
| 1970 | 1989 | 2002 | 2010 | 2021 |
| ---- | ---- | ---- | ---- | ---- |
| 220  | ↘167 | ↘155 | ↘153 | ↗168 |

Национальный состав
По данным Всероссийской переписи населения 2010 года:
| № | Национальность | Численность, чел. | Доля   |
| - | -------------- | ----------------- | ------ |
| 1 | даргинцы       | 147               | 96,1 % |
| 2 | другие         | 6                 | 3,9 %  |